# Cuando una mujer sube la escalera
Cuando una mujer sube la escalera (女が階段を上る時 Onna ga kaidan o agaru toki?) es una película dramática japonesa de 1960 dirigida por Mikio Naruse y protagonizada por Hideko Takamine, Masayuki Mori y Daisuke Katō.

## Sinopsis
Keiko (llamada «Mama» por los demás personajes), una geisha viuda de unos 30 años, es anfitriona en un bar de Ginza. Al darse cuenta de que está envejeciendo, decide, después de hablar con el gerente de su bar, Komatsu, que quiere abrir su propio bar en lugar de volverse a casar y deshonrar a su difunto marido, a cuya memoria todavía está dedicada. Para lograrlo, debe conseguir préstamos de algunos clientes adinerados que frecuentan su bar, pero tiene poco éxito.
Mientras tanto, Yuri, una exempleada, abrió su propio bar cerca, lo que le quitó a la mayoría de los habituales clientes de Keiko. Ella busca ubicaciones para su propio bar con un confidente de su bar, Junko, indeciso sobre dónde abrir. Mientras Keiko almuerza con Yuri, a quien cree que le está yendo bien en su empresa, Yuri revela que está muy endeudada y no puede permitirse el lujo de pagar a sus acreedores. Le dice a Keiko que planea fingir un suicidio para mantener a raya a sus acreedores. Keiko se sorprende al saber al día siguiente que Yuri realmente ha muerto y que había planeado su muerte desde el principio o había calculado mal la cantidad de pastillas para dormir que debía tomar. Se sorprende al ver a los acreedores de Yuri reclamando dinero a su familia mientras todavía está de luto.
Después de que a Keiko le diagnostican una úlcera péptica, se retira a la casa de su familia para recuperarse. Se revela que debe darles dinero para mantener a su hermano fuera de la cárcel y al mismo tiempo pagar una operación que su sobrino, que quedó lisiado por la polio, necesita para poder volver a caminar. Keiko les dice que no puede permitirse el lujo de darles dinero porque debe mantener las apariencias con un apartamento caro y un kimono, pero acepta de mala gana, al darse cuenta de que esto impedirá cualquier plan de abrir su propio bar.
Después de que Keiko regresa a su bar para trabajar, un hombre al que entretiene brevemente le propone matrimonio. Cuando resulta ser un fraude, ella pone su mirada en Fujisaki, un hombre de negocios interesado en ella. Mientras promete darle dinero después de acostarse con ella, él le dice que lo han transferido a Osaka por trabajo y que no puede abandonar a su familia. Komatsu le da un sermón severo a Keiko, quien ama a Keiko pero no ha hecho ningún intento previo de expresarlo debido a su respeto por su reverencia por su marido muerto y su determinación de no acostarse con otros hombres. Le pide a Keiko que se case con él y abran juntos un nuevo bar. Sin embargo, ella se niega, diciendo que un matrimonio como este no podría funcionar ya que «se conocen demasiado bien» y, aunque no se atreve a decirlo, ama al casado Fujisaki. Todavía enamorado de Keiko, Komatsu abandona el bar después de que ella rechaza su propuesta de matrimonio. Keiko vuelve nuevamente al trabajo, subiendo las escaleras, fingiendo estar feliz.

## Reparto
- Hideko Takamine como Keiko Yashiro
- Masayuki Mori como Nobuhiko Fujisaki
- Reiko Dan como Junko Inchihashi
- Tatsuya Nakadai como Kenichi Komatsu, el mánager de Keiko
- Daisuke Katō como Matsukichi Sekine
- Nakamura Ganjirō II como Goda
- Eitarō Ozawa como Minobe
- Keiko Awaji como Yuri
- Kyū Sazanka como el dueño del bar
- Noriko Sengoku como la adivina
- Chieko Nakakita como Tomoko
- Natsuko Kahara como la madre de Keiko